# Důl Dyleň
Důl Dyleň je bývalý uranový důl u zaniklé obce Slatina, v okrese Cheb v Karlovarském kraji. V provozu byl v druhé polovině dvacátého století.

## Historie
Průzkum na uranová ložiska v Českém lese byl prováděn již od roku 1946. Uranové ložisko Dyleň bylo objeveno automobilovým gama-profilováním v roce 1964 v komplexu metamorfovaných hornin, rul paleozoického až proterozoického stáří. Nacházelo se necelých 800 m od česko-bavorské hranice v přísně střeženém hraničním pásmu. Dobývací prostor byl stanoven 30.11.1965 a těžba byla zahájena povrchovým lomem na návrší 706,7 metrů. Nedaleko byla zaražena jáma č. 73, později přejmenovaná na Dyleň D-1 s těžní věží vysokou 19,5 m.
Jáma Dyleň D-1 dosáhla celkové hloubky 1003,7 metrů. V roce 1970 bylo asi 200 metrů jihovýchodně od jámy Dyleň D-1 zahájeno hloubení jámy Dyleň D-2. Až do doby dosažení hloubky 7. patra byla osazena 7,6 m vysokou těžní věží, v roce 1971 byla vybavena novou 30 metrů vysokou těžní věží. Jáma Dyleň D-2 dosáhla hloubky 1258,4 m.
V době výstavby dolu Dyleň byla postavena druhá kasárna, označovaná jako druhý útvar pohraniční stráže Slatina. Autobus, který vozil horníky do práce, byl sledován pohraničními hlídkami. Před již zaniklou obcí Slatina musel vjet k prohlídce do prostoru útvaru pohraniční roty. Za autobusem se zavřela vrata a rozsvítily reflektory. V zákopech byli rozmístěni ostřelovači a proti autobusu se postavil transportér s kulometným dvojčetem. Po kontrole se otevřela druhá brána a autobus pokračoval do prostoru dolu. Stejný proces kontroly se prováděl i při zpáteční cestě.
Povrchový areál byl postupně vybudován v letech 1965–1984. Organizačně byl důl Dyleň začleněn do bývalých Uranových dolů Západní Čechy. Dobývání bylo ukončeno k 31. srpnu 1991, důl byl zatopen a veškeré povrchové objekty zcela zlikvidovány. Dobývací prostor Slatina o ploše 0,54 km² byl zrušen 16. února 1994.
Od počátku dolování až do konce roku 1990 bylo dolem Dyleň, včetně povrchového lomu, vytěženo 717 313 tun rudniny.
Po těžbě zůstaly jen rozsáhlé odvaly, které pomalu zarůstají. Z návrší u dolu Dyleň je výhled na 3,7 km vzdálený vrch Dyleň s telekomunikační a radiovou věží.
Na německé straně těžil v bezprostřední blízkosti státní hranice rovněž důl na uranovou rudu. Ten dobýval rudu v letech 1967–1972 a 1975–1982. V květnu 1972 bylo dohodnuto, že na státní hranici bude dodržován pilíř o šířce 100 metrů pro důlní díla a 50 metrů pro průzkumné vrty.